# Emerging church
De emerging church movement is een christelijke beweging die eind 20e eeuw is opgekomen. De term is een overkoepelend begrip voor een grote diversiteit aan nieuwe, dikwijls experimentele, vormen van (missionair) kerk-zijn in een postmoderne cultuur. De beweging is sterk georiënteerd op de westerse wereld. 
De term emerging church wordt als onvertaalbaar gezien; letterlijk betekent het “opkomende kerk”. Hiermee wil men uitdrukken dat het gaat om christelijke gemeenschappen die ontstaan vanuit de niet-christelijke cultuur en context en niet vanuit de gevestigde kerkelijke structuren.

## Thema's
Uit veel van de cultuuranalyse van de leiders van de emerging church beweging komt naar voren dat de kerk in de westerse wereld van het centrum naar de marge is verschoven. Daarna stelt men een aantal theologische kwesties aan de orde, vooral binnen de christologie en de ecclesiologie. 
Binnen de emerging church beweging is men van mening dat hedendaagse kerkmodellen te veel geworteld zijn in het modernisme, waardoor zij enerzijds geen gehoor geven aan de Grote Opdracht in Matteüs 28:18-20; anderzijds heeft dit tot gevolg dat de kerken vergaand irrelevant zijn voor hun lokale omgeving. Deze kritiek richt zich tot vrijwel alle huidige kerkvormen en -structuren.
De theologische verkenningen eindigen veelal in een pleidooi voor het vormen van een zogenaamde ‘missional church’. Dat is een christelijke gemeenschap die zichzelf ziet en organiseert als een middel van Gods missie in de wereld. Daaruit volgt de vraag wat voor een leiderschap nodig is om zo’n kerk van de grond te krijgen en in goede banen te leiden. De traditionele dominee lijkt hier immers niet geschikt voor, aangezien hij meer bezig zou zijn is met maintenance (onderhoud) van het bestaande dan met mission (zending). Daaruit vloeit voort dat de huidige theologische opleidingen niet voldoende functioneren; deze zouden immers niet genoeg missionair gedreven leiders leveren.

## Kenmerken
De emerging church is te herkennen aan een aantal verschillende kenmerken. Opgemerkt moet worden dat deze kenmerken niet voor alle gemeenschappen gelden. Deze kenmerken komen uit het onderzoek van Eddie Gibbs en Ryan K. Bolger en zijn beschreven in het toonaangevende boek "Emerging churches":
1. Identificatie met Jezus. Ze proberen Jezus na te volgen in deze tijd.
2. Transformatie van seculiere ruimte. Hun wereldbeeld kent geen scherpe scheiding tussen dat wat heilig en onheilig is. Ze leggen sterk de nadruk op God als schepper.
3. Leven als gemeenschap. Dit brengen ze tot uitdrukking in het werken in kleine groepen en de nadruk op relaties in plaats van programma's.
4. Openheid voor anderen. Het verwelkomen van mensen met andere denkbeelden of levensstijlen
5. Dienstbaarheid. Ze zijn zeer betrokken in de samenleving.
6. Geen consumenten maar producenten.
7. Creativiteit in navolging van de Schepper. Nieuwe expressies in kerk en samenleving.
8. Antiautoritair leiderschap. Leiders staan in dienst van de gemeenschap en zijn niet bedoeld om de baas te spelen over anderen.
9. Spiritualiteit. De spiritualiteit neemt een belangrijke plaats in en wordt op nieuwe manieren beleefd.